# Post Danmark
Post Danmark is een Deens postbedrijf. Het bedrijf werd opgericht in 1995. In 2005, werden er 22% van de aandelen verkocht aan CVC Capital Partners.
Vanaf 2007 biedt Post Danmark werk aan ongeveer 21.000 mensen, en levert ongeveer een miljard brieven en 37 miljoen pakketten per jaar. Post Danmark heeft een breed scala aan diensten. In 2009 fuseerde de Zweedse Post (Posten AB) met het Deense Post Danmark tot PostNord AB. Het bedrijf is voor 60% in handen van de Zweedse regering en voor 40% van de Deense regering.